# Creatine
Creatine, född 27 maj 2010 på Diamond Creek Farm i Wellsville i Pennsylvania, är en amerikansk varmblodig travhäst. Han tränades av Jimmy Takter.
Creatine tävlade åren 2012–2015 och sprang in 2,1 miljoner amerikanska dollar på 52 starter. Han tog karriärens största segrar i Kentucky Futurity (2013), Allerage Open Trot (2014), St. Michel Ajo (2015), Hugo Åbergs Memorial (2015) och Breeders' Crown Open Trot (2015). Han kom även på andraplats i UET Trotting Masters (2015) samt på  tredjeplats i International Trot (2015).

## Karriär
Creatine började tävla som tvååring i USA och tränades då av Bob Stewart. År 2012 vann han tre av sju starter. År 2013 segrade han i Kentucky Futurity, som är ett av de tre Triple Crownloppen inom amerikansk travsport. Han deltog i Hambletonian Stakes den 3 augusti 2013 på Meadowlands Racetrack. Han vann sitt försökslopp, men slutade oplacerad i finalen.
I februari 2015 flyttades Creatine till den svenske travtränaren Robert Bergh, då verksam vid Bergsåker. Creatine debuterade i sin nya regi den 9 maj 2015 i Berth Johanssons Memorial på Umåker, och slutade där oplacerad. Han gjorde totalt fyra starter hos Bergh, med en tredjeplats som bästa placering. I slutet av juni 2015 flyttades han till Jimmy Takters träning. Han vann tre av åtta starter hos Takter, bland annat Hugo Åbergs Memorial den 28 juli 2015 på Jägersro tillsammans med kusken Johnny Takter. Han kom även tvåa bakom vinnande Mosaique Face i finalen av UET Trotting Masters den 13 september 2015 på  Hippodrome de Wallonie i Mons i Belgien.
Creatine gjorde sin sista start den 24 oktober 2015 då han vann finalen av Breeders' Crown Open Trot på Woodbine Raceway i Toronto i Kanada. Den 22 april 2016 meddelades att Creatine slutar att tävla på grund av en gaffelbensskada.